# کوکوی دم‌دراز تیره
کوکوی دم‌دراز تیره (نام علمی: Cercococcyx mechowi) یک گونه کوکواز تیرهٔ کوکویان (Cuculidae) است که در جنگل‌های مرکز آفریقا یافت می‌شود. IUCN آن را به عنوان گونه‌ای با کمترین نگرانی ارزیابی کرده است.